# Eilandbelasting
Een eilandbelasting is een belasting die door de Caribische openbare lichamen Bonaire, Sint Eustatius en Saba kan worden geheven. De wettelijke bevoegdheid tot het heffen van eilandbelastingen wordt geregeld in hoofdstuk IV van de Wet financiën openbare lichamen Bonaire, Sint Eustatius en Saba (FinBES).

## Eilandbelastingen
De openbare lichamen kunnen de volgende belastingen heffen:
- grondbelasting
- toeristenbelasting
- verhuurbelasting motorrijtuigen
- motorrijtuigenbelasting
- parkeerbelasting
- afvalstoffenheffing
- rioolheffing
- hondenbelasting
- reclamebelasting
- precariobelasting
- havenbelasting

Het is aan de openbare lichamen om te bepalen welke eilandbelastingen er worden geheven en hoe hoog het tarief is. De eilandsraad stelt dit vast in een belastingverordening.

## Verschillen met de gemeentelijke belastingen
Er zijn enkele verschillen tussen de gemeentelijke belastingen en de eilandbelastingen. Zo mogen gemeenten geen 'verhuurbelasting motorrijtuigen' heffen en is de motorrijtuigenbelasting in Europees Nederland een rijksbelasting. Daar staat tegenover dat in de openbare lichamen bijvoorbeeld geen baatbelasting en forensenbelasting kan worden geheven.

## Veranderingen ten opzichte van de eilandbelastingen van de Nederlandse Antillen
Op 1 januari 2011 zijn de nieuwe belastingwetten voor Caribisch Nederland van kracht geworden. Dit betekende o.a. dat de mogelijkheden tot het heffen van eilandbelastingen werd uitgebreid met de parkeer- en de reclamebelasting. De andere eilandbelastingen bestonden ten tijde van de Nederlandse Antillen ook al, maar hadden soms een andere naam. De grondbelasting (die alleen op Bonaire bestaat) was tot 2011 een landsbelasting van de Nederlandse Antillen. die echter werd geïnd door het eilandgebied die de inkomsten ook zelf mocht houden. Mede daarom en vanwege de overeenkomsten met de Europees-Nederlandse onroerendezaakbelasting, heeft de Nederlandse overheid er een (echte) eilandbelasting van gemaakt.
Aanvankelijk zou de kansspelbelasting een eilandbelasting blijven zoals dat ook in de Nederlandse Antillen het geval was. De Tweede Kamer wilde echter dat dit net als in Nederland een rijksbelasting zou worden. Daarom kwam artikel 57 van de FinBES te vervallen en werd hoofdstuk VIIa aan de Belastingwet BES toegevoegd.
Met de inwerkingtreding van de Wet volkshuisvesting, ruimtelijke ordening en milieubeheer BES op 1 juli 2012 zijn de afvalstoffenheffing (art. 57) en de rioolheffing (art. 57a) aan de FinBES toegevoegd.

## Opcenten
Sinds 2011 kunnen de openbare lichamen opcenten heffen over de vastgoedbelasting. De heffing van opcenten over de winst- en inkomstenbelasting is daarentegen afgeschaft.